# Gaston Kaboré
Gaston Kaboré (Bobo-Dioulasso, 23 de abril de 1951)  é um griot e um realizador do Burkina Faso.
É um dos realizadores da África subsaariana mais conhecidos a nível internacional.

## Biografia
Estudou História na Universidade da Sorbonne em Paris, antes de fazer a sua formação em cinema. Estreou-se na realização em 1976, dirigindo, a partir de então, mais de uma vintena de filmes para cinema e televisão, entre os quais quatro longas-metragens de ficção que obtiveram um notável sucesso nacional e internacional. O seu primeiro filme de longa-metragem, Wend Kuuni, foi premiado no mundo inteiro, recebendo, nomeadamente, o César do Melhor Filme Francófono em França em 1985. Por seu turno, a película Buud Yam fez parte da selecção da Quinzena dos realizadores no Festival de Cannes de 1997.
Paralelamente à sua carreira de cineasta, Kaboré dirigiu várias instituições nacionais e internacionais, como o Centro Nacional de Cinema do Burkina Faso e a Federação Panafricana dos Cineastas.
Em fevereiro de  2003, fundou Imagine, um instituto de formação contínua e de aperfeiçoamento nos ofícios do cinema e do audiovisual. Foi ainda professor no Instituto Cinematográfico Africano.
Fez parte do júri da Bienal de Veneza em 1994 e do Festival de Cannes em 1995.

## Filmografia
- Wend Kuuni (O dom de Deus)  (1982)
- Zan Boko (1988)
- Rabi (1992)
- Lumière et Compagnie (1995)
- Buud Yam (1997)

## Prémios
- César do melhor filme francófono, em 1985, para Wend Kuuni
- Grand Prix-Etalon de Yennega para Buud Yam em 1997 no Festival panafricano do cinema e da televisão de Ouagadougou

## Ligações internas
- Cinema da África